# Batalla de Cibalis
La batalla de Cibalis (en latín: Cibalae) fue un enfrentamiento armado llevado a cabo durante la primera guerra civil de los emperadores romanos Constantino el Grande (r. 306-337) y Licinio (r. 308-324) el 8 de octubre de 314 o de 316. Probablemente fue motivada por el intento de nombramiento como césar de Italia al senador Basiano, esposo de la hermanastra de Constantino, Anastasia, designación que Licinio rechazaba. Esta batalla formó parte de una serie de conflictos entre los augustos Constantino y Licinio, que ocasionaron el fin del sistema de gobierno denominado tetrarquía –establecido por Diocleciano en 293– y la restauración de un solo gobernante en el Imperio romano.

## Antecedentes

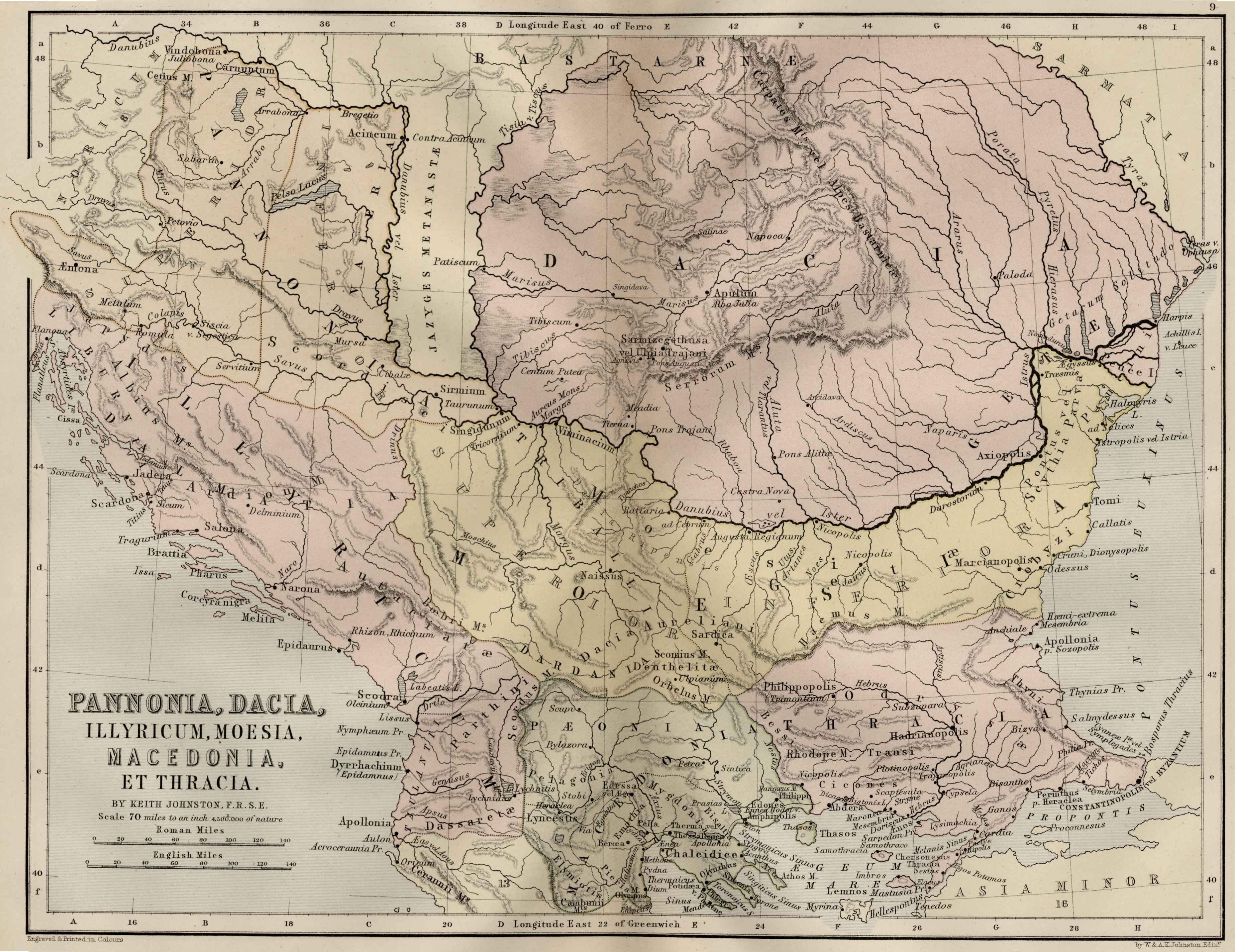
Provincias romanas del Danubio. Cibalis se encuentra situada al sureste de Panonia

El 28 de octubre de 312, después de la derrota de Majencio por parte del ejército de Constantino en la batalla del Puente Milvio, y la posterior derrota en 313 de Maximino Daya a cargo de las tropas de Licinio en la batalla de Tzirallum, el Imperio romano quedó dividido en dos partes, cada una bajo el mando de uno de los emperadores vencedores. Durante la guerra de Licinio contra Maximino, Constantino permaneció como aliado del primero, pero cuando se convirtieron en gobernantes únicos la alianza se resquebrajó.
El conflicto entre ambos coemperadores probablemente se debió al nombramiento del senador Basiano, esposo de la hermanastra de Constantino, Anastasia, como césar, y al fallido intento de asesinato de Constantino por parte del propio hermano de Basiano, Senecio, quien era un estrecho colaborador de Licinio. La situación empeoró hasta el punto de considerarse una confrontación armada: Constantino exigió a Licinio que le entregase a Senecio pero este rechazó tal exigencia. En respuesta, Constantino reunió veinte mil soldados provenientes de las provincias del sur y con gran rapidez invadió Panonia, lugar en donde Licinio acampaba con treinta y cinco mil hombres, luego de retornar de una campaña realizada contra los godos el año anterior.

## La batalla
Los dos ejércitos se encontraron en la llanura que separaba los ríos Sava y Drava, próximos a la ciudad de Aurelia Cibalis (actual Vinkovci). Esta se situada en una colina, además de encontrarse rodeada por un pantano profundo y montañas. Licinio dispuso sus tropas en una larga fila bajo la colina, para ocultar las debilidades de los flancos de su caballería. El enfrentamiento se inició al amanecer con continuos ataques por parte de los arqueros, quienes fueron seguidos por escaramuzas de la infantería que luchaba ferozmente cuerpo a cuerpo. El combate duró todo el día hasta el anochecer.
El destino de la batalla se decidió por un ataque de la caballería de Constantino, dirigida personalmente por él mismo, que marchó sobre el ala izquierda del ejército enemigo al tiempo que Licinio resistía en el centro. La decisiva carga consiguió que las filas licinianas se rompieran, siendo masacradas en su huida. En total unos veinte mil hombres de Licinio murieron en la batalla, mientras que el emperador y la caballería superviviente escaparon en medio de la oscuridad con rumbo a Sirmio (actual Sremska Mitrovica). En su huida, las fuerzas vencidas abandonaron alimentos, animales y equipos.

## Consecuencias
Una vez en Sirmio, Licinio recogió su tesoro, reunió a su familia y partieron a Tracia en donde pretendía agrupar un nuevo ejército, no sin antes destruir el puente sobre el río Sava. Constantino por su parte, conquistó Cibalis y Sirmio, así como las ciudades abandonadas por su rival, reconstruyó el puente sobre el Sava y envió a cinco mil soldados contra las huestes licinianas con el fin de interceptarlas, sin embargo, no fueron capaces de alcanzarlas. Según Zósimo, Licinio decidió elevar a Valerio Valente –un antiguo dux de Oriente– a la posición de coemperador como augusto o césar, probablemente como una forma de asegurar su lealtad.
El ejército de Constantino se enfrentó nuevamente a las fuerzas de Licinio en la batalla de Mardia, que ocasionó enormes bajas para ambos lados. Después del combate y creyendo que Licinio se retiraría a Bizancio, Constantino avanzó en dirección a esta ciudad, pero en lugar de eso Licinio decidió marchar hacia el norte y colocarse entre el ejército constantiniano y sus líneas comunicacionales, lo que le permitió capturar los suministros de su rival. Posteriormente en 317, se negoció un tratado que sería muy favorable a Constantino, bajo cuyos términos ambos emperadores serían nombrados cónsules, Licinio cedería todas sus provincias europeas, excepto Tracia, y aceptaría a Constantino como gobernante superior, asimismo, los hijos de este último, Crispo (r. 317-326) y Constantino II (r. 317-340), así como el de Licinio, Licinio II (r. 317-324), serían nombrados césares.